# Батурово (Московская область)
Батурово — деревня в Волоколамском районе Московской области России.
Относится к Теряевскому сельскому поселению, до муниципальной реформы 2006 года относилась к Шестаковскому сельскому округу. Население — 3 чел. (2010).

## География
Деревня Батурово расположена примерно в 22 км к северо-востоку от города Волоколамска. В деревне две улицы — Лавочкина и Солнечная, зарегистрировано три садовых товарищества. Ближайшие населённые пункты — деревни Шанино, Морозово и Воротово.

## Население
| 1852 | 1859 | 1890 | 1899 | 1926 | 2002 |
| ---- | ---- | ---- | ---- | ---- | ---- |
| 194  | ↘188 | ↗197 | ↘157 | ↗175 | ↘2   |
| 2006 | 2010 |      |      |      |      |
| ↘0   | ↗3   |      |      |      |      |

## История
В «Списке населённых мест» 1862 года Батурова — казённая деревня 1-го стана Клинского уезда Московской губернии по левую сторону Волоколамского тракта, в 35 верстах от уездного города, при колодцах, с 30 дворами, фабрикой и 188 жителями (80 мужчин, 108 женщин).
По данным на 1890 год входила в состав Калеевской волости Клинского уезда, число душ составляло 197 человек.
В 1913 году — 30 дворов и маслобойня.
В 1917 году Калеевская волость была передана в Волоколамский уезд.
По материалам Всесоюзной переписи населения 1926 года — деревня Шанинского сельсовета Калеевской волости Волоколамского уезда, проживало 175 жителей (75 мужчин, 100 женщин), насчитывалось 34 крестьянских хозяйства.
С 1929 года — населённый пункт в составе Волоколамского района Московской области.